# Paul Westwood
Paul Westwood (* 1953 in England) ist ein englischer Bassgitarrist.

## Leben
Bereits mit 16 Jahren spielte Westwood im National Youth Jazz Orchestra (NYJO) und begann 1971 an der Guildhall School of Musik ein Kontrabass-Studium.
Bis 1976 hatte er bereits in 23 Ländern Konzerte gegeben und arbeitete unter anderem auch für Elton John, Vangelis, Cliff Richard, John Miles, Stephen Bishop, Andy Williams, José Carreras, Hot Chocolate, Madonna, Andrew Lloyd Webber, Janet Jackson und Tom Jones. Er spielt als Session-Musiker in der Londoner Musikszene. Auch an verschiedenen Film- und Musicalproduktionen wirkte er mit.
Mittlerweile unterrichtet Paul Westwood an der Royal Academy of Music, am King’s College und an der Stowe School. 1992 produzierte er ein Unterrichtsvideo mit dem Titel The Complete Bass Guitar Player.
In seinem Werk Bass Bible behandelt er alle theoretischen Grundlagen und weitergehenden Themen für Bassisten.

## Veröffentlichungen
- Bass Bible. Nachschlagewerk für Bassisten.
- The complete Bass Guitar Player. (Video)